# Camps-la-Source
Pour les articles homonymes, voir Camps.
Camps-la-Source [kɑ̃ps la suʁs] est  une commune française située dans le département du Var, en région Provence-Alpes-Côte d'Azur.

## Géographie

### Accès
Voisin de Brignoles, le village s'allonge au pied d'un coteau, au bas duquel naît une source autrefois appelée Fons de Campis.
Le village est situé à 5 km au sud-est de Brignoles par la D 12 ou la D 554 et 6 km de l'autoroute A8.
Située à proximité immédiate de Brignoles, la commune s’étend sur le vallon de Camps et des collines qui le ceinturent. La superficie de la commune est de 2 247 ha. Les communes qui lui sont mitoyennes sont : Brignoles au nord et à l’ouest, au sud : Besse-sur-Issole, Sainte-Anastasie et Forcalqueiret, à l’est : Flassans-sur-Issole.

### Lieux-dits et hameaux
En plus du village, la commune compte plusieurs lieux-dits :
- Saint Marc ;
- Saint Martin ;
- les Adrets ;
- Coste Crespe.

### Géologie et relief
La commune est délimitée, au sud, par la Barre de Saint Quinis, qui culmine à 637 mètres. Plusieurs collines, comme le collet de la Garduère (366 m), ou l'Ubac du Cachot (480 m), se situent entre cette barre rocheuse et le village, en plaine.

### Sismicité
Camps-la-Source fait partie d'une zone sismique faible.

### Hydrographie
Camps-la-Source est arrosée par plusieurs cours d'eau :
- la Garragay Rau ;
- le Grand Vallat ;
- le Vallon de Roudaï, affluent de l'Issole ;
- le Val de Camps, affluent du Caramy, ainsi que ses affluents :
  - le Vallat du Moulin,
  - le ruisseau d'Argentis,
  - le ruisseau de Pératier.

Un Plan de prévention du risque inondation (PPRI) a été prescrit sur le bassin versant de l’Issole.

### Communes limitrophes
| Brignoles     | Brignoles                   | Flassans-sur-Issole |
| Brignoles     | Camps-la-Source             | Besse-sur-Issole    |
| Forcalqueiret | Sainte-Anastasie-sur-Issole | Besse-sur-Issole    |

### Climat
Pour des articles plus généraux, voir Climat de Provence-Alpes-Côte d'Azur et Climat du Var.
En 2010, le climat de la commune est de type climat méditerranéen franc, selon une étude du Centre national de la recherche scientifique s'appuyant sur une série de données couvrant la période 1971-2000. En 2020, Météo-France publie une typologie des climats de la France métropolitaine dans laquelle la commune est exposée à un climat méditerranéen et est dans une zone de transition entre les régions climatiques « Provence, Languedoc-Roussillon » et « Var, Alpes-Maritimes ». 
Pour la période 1971-2000, la température annuelle moyenne est de 13,6 °C, avec une amplitude thermique annuelle de 15,7 °C. Le cumul annuel moyen de précipitations est de 839 mm, avec 6,9 jours de précipitations en janvier et 2,1 jours en juillet. Pour la période 1991-2020, la température moyenne annuelle observée sur la station météorologique de Météo-France la plus proche, « Montfort-sur-Argens_sapc », sur la commune de Montfort-sur-Argens à 10 km à vol d'oiseau, est de 14,7 °C et le cumul annuel moyen de précipitations est de 789,3 mm. 
La température maximale relevée sur cette station est de 42,5 °C, atteinte le 28 juin 2019 ; la température minimale est de −11 °C, atteinte le 8 janvier 1985,,. 
Les paramètres climatiques de la commune ont été estimés pour le milieu du siècle (2041-2070) selon différents scénarios d'émission de gaz à effet de serre à partir des nouvelles projections climatiques de référence DRIAS-2020. Ils sont consultables sur un site dédié publié par Météo-France en novembre 2022.

## Toponymie
La mention « Source » a été ajoutée en 1966.

## Histoire
Primitivement Val de Camps puis Camps les Brignoles, la dénomination actuelle de Camps-la-Source a été modifiée en 1936.
Le bourg s'est constitué vers 1017 autour de l'église Sainte-Marie puis a relevé de l'autorité de l'abbaye Saint-Victor de Marseille.
La fabrication du feutre et des chapeaux a été, depuis le XVIIe siècle et jusqu'en 1932, la principale activité économique de Camp.

## Population et société

### Démographie

#### Évolution démographique
L'évolution du nombre d'habitants est connue à travers les recensements de la population effectués dans la commune depuis 1793. Pour les communes de moins de 10 000 habitants, une enquête de recensement portant sur toute la population est réalisée tous les cinq ans, les populations de référence des années intermédiaires étant quant à elles estimées par interpolation ou extrapolation. Pour la commune, le premier recensement exhaustif entrant dans le cadre du nouveau dispositif a été réalisé en 2005.

En 2022, la commune comptait 1 920 habitants, en évolution de +2,35 % par rapport à 2016 (Var : +4,98 %, France hors Mayotte : +2,11 %).
| 1793  | 1800  | 1806  | 1821 | 1831  | 1836  | 1841  | 1846  | 1851  |
| ----- | ----- | ----- | ---- | ----- | ----- | ----- | ----- | ----- |
| 1 102 | 1 064 | 1 014 | 966  | 1 063 | 1 076 | 1 092 | 1 111 | 1 176 |

| 1856  | 1861  | 1866  | 1872  | 1876  | 1881  | 1886  | 1891 | 1896 |
| ----- | ----- | ----- | ----- | ----- | ----- | ----- | ---- | ---- |
| 1 140 | 1 152 | 1 083 | 1 054 | 1 019 | 1 146 | 1 120 | 799  | 785  |

| 1901 | 1906 | 1911 | 1921 | 1926 | 1931 | 1936 | 1946 | 1954 |
| ---- | ---- | ---- | ---- | ---- | ---- | ---- | ---- | ---- |
| 790  | 733  | 731  | 519  | 561  | 507  | 502  | 437  | 439  |

| 1962 | 1968 | 1975 | 1982 | 1990  | 1999  | 2005  | 2006  | 2010  |
| ---- | ---- | ---- | ---- | ----- | ----- | ----- | ----- | ----- |
| 448  | 474  | 581  | 767  | 1 113 | 1 272 | 1 476 | 1 485 | 1 713 |

| 2015  | 2020  | 2022  | - | - | - | - | - | - |
| ----- | ----- | ----- | - | - | - | - | - | - |
| 1 851 | 1 893 | 1 920 | - | - | - | - | - | - |

### Enseignement
Établissements d'enseignements :
- école maternelle[20] ;
- les élèves de Camps-la-Source commencent leurs études à l'école primaire de la commune[21] ;
- les collège et lycée les plus proches se situent à Brignoles.

### Santé
Professionnels et établissements de santé :
- médecins à Camps-la-Source, Brignoles ;
- pharmacies à Brignoles ;
- hôpitaux à Brignoles.

### Cultes
- Culte catholique, Paroisse de la Purification de Camps-la-Source, diocèse de Fréjus-Toulon, doyenné de Brignoles[23].

### Chiffres clés
En 2007, le taux de chômage sur la commune était de 9,5 %, contre 12,1 % en 1999. Le revenu net fiscal médian est de 21 658 €/an en 2008.

## Politique et administration

### Maires
| Période                                  | Période  | Identité        | Étiquette | Qualité            |
| ---------------------------------------- | -------- | --------------- | --------- | ------------------ |
| Les données manquantes sont à compléter. |          |                 |           |                    |
| mars 2001                                | 2020     | Bernard Vaillot |           | Docteur (dentiste) |
| 2020                                     | en cours | David Clercx    |           |                    |

### Intercommunalité
Camps-la-Source est l'une des 28 communes de la Communauté d'agglomération de la Provence Verte.

## Urbanisme

### Typologie
Au 1er janvier 2024, Camps-la-Source est catégorisée ceinture urbaine, selon la nouvelle grille communale de densité à sept niveaux définie par l'Insee en 2022.
Elle est située hors unité urbaine. Par ailleurs la commune fait partie de l'aire d'attraction de Brignoles, dont elle est une commune de la couronne,. Cette aire, qui regroupe 10 communes, est catégorisée dans les aires de moins de 50 000 habitants,.

### Occupation des sols
L'occupation des sols de la commune, telle qu'elle ressort de la base de données européenne d’occupation biophysique des sols Corine Land Cover (CLC), est marquée par l'importance des forêts et milieux semi-naturels (75,5 % en 2018), une proportion sensiblement équivalente à celle de 1990 (75,3 %). La répartition détaillée en 2018 est la suivante : 
forêts (73,8 %), zones agricoles hétérogènes (13,6 %), cultures permanentes (5,5 %), zones urbanisées (3,2 %), terres arables (2,3 %), milieux à végétation arbustive et/ou herbacée (1,7 %). L'évolution de l’occupation des sols de la commune et de ses infrastructures peut être observée sur les différentes représentations cartographiques du territoire : la carte de Cassini (XVIIIe siècle), la carte d'état-major (1820-1866) et les cartes ou photos aériennes de l'IGN pour la période actuelle (1950 à aujourd'hui).

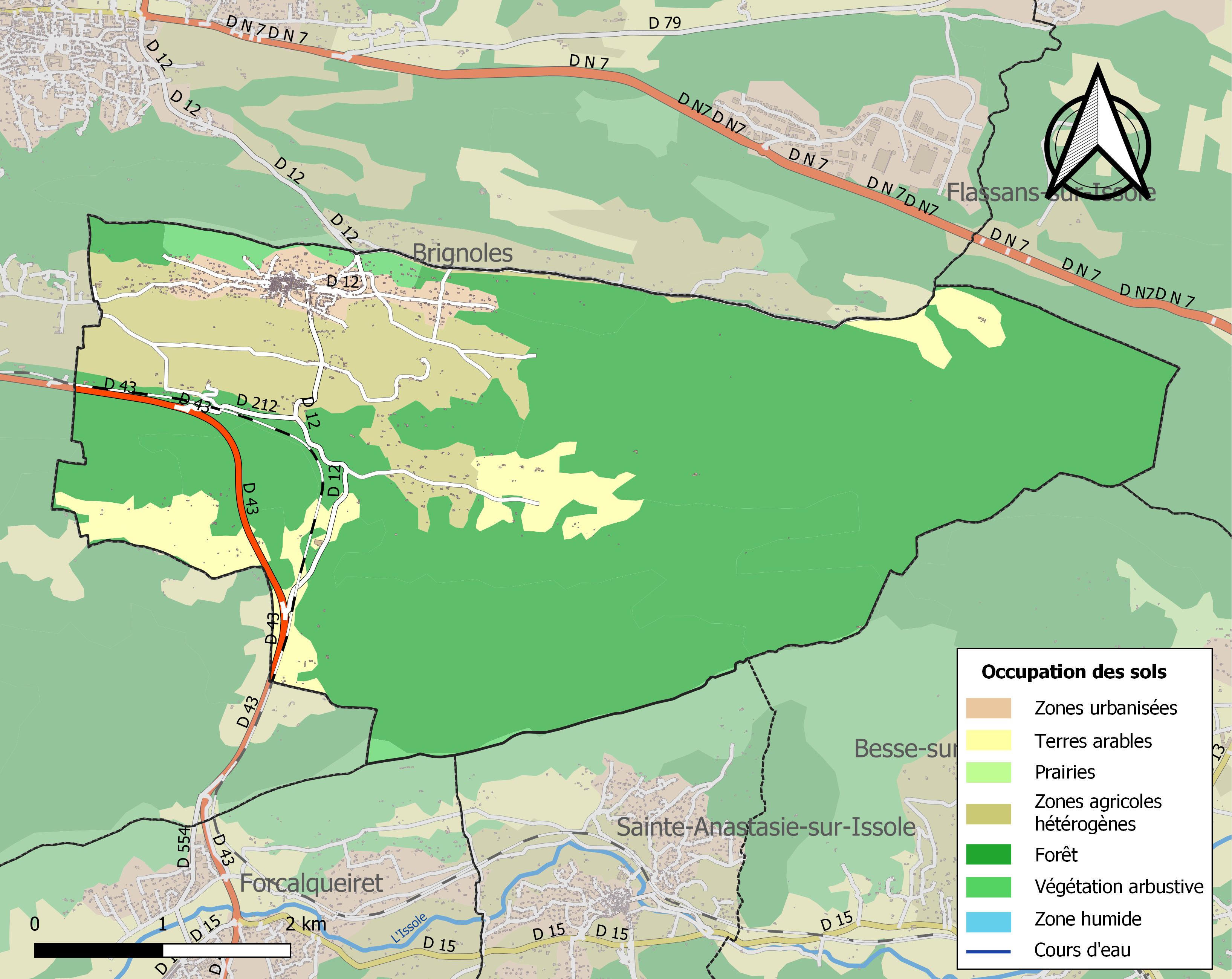
Carte des infrastructures et de l'occupation des sols de la commune en 2018 (CLC).

### Répartition de l'hébergement
| Années | Résidence principale | Résidence secondaire | Appartements | Maisons |
| ------ | -------------------- | -------------------- | ------------ | ------- |
| 1999   | 74,3 %               | 16,4 %               | 89,6 %       | 9,3 %   |
| 2007   | 77,1 %               | 12,2 %               | 87,2 %       | 12,7 %  |

### Budget et fiscalité
| Taxe                                                | part communale | Part intercommunale | Part départementale | Part régionale |
| --------------------------------------------------- | -------------- | ------------------- | ------------------- | -------------- |
| Taxe d'habitation (TH)                              | 10,18 %        | 0,00 %              | 6,15 %              | 0,00 %         |
| Taxe foncière sur les propriétés bâties (TFPB)      | 17,15 %        | 0,00 %              | 7,43 %              | 2,36 %         |
| Taxe foncière sur les propriétés non bâties (TFPNB) | 98,49 %        | 0,00 %              | 23,44 %             | 8,85 %         |
| Taxe professionnelle (TP)                           | 23,88 %*       | 0,00 %              | 8,55 %              | 3,84 %         |

### Budget et fiscalité 2019
En 2019, le budget de la commune était constitué ainsi :
- total des produits de fonctionnement : 1 512 000 €, soit 791 € par habitant ;
- total des charges de fonctionnement : 1 496 000 €, soit 782 € par habitant ;
- total des ressources d’investissement : 599 000 €, soit 313 € par habitant ;
- total des emplois d’investissement : 521 000 €, soit 212 € par habitant.
- endettement : 1 284 000 €, soit 671 € par habitant.

Avec les taux de fiscalité suivants :
- taxe d’habitation : 11,00 % ;
- taxe foncière sur les propriétés bâties : 18,00 % ;
- taxe foncière sur les propriétés non bâties : 98,49 % ;
- taxe additionnelle à la taxe foncière sur les propriétés non bâties : 0,00 % ;
- cotisation foncière des entreprises : 0,00 %.

Chiffres clés Revenus et pauvreté des ménages en 2017 : médiane en 2017 du revenu disponible, par unité de consommation : 22 020 €.

### Jumelages
Camps-la-Source est jumelée avec la ville de San Biagio della Cima,  Italie.

## Économie

### Entreprises et commerces

#### Agriculture
- L'activité du village était principalement axée sur l'agriculture céréalière et la viticulture.
- Coopérative vinicole aménagée dans une ancienne usine de chapellerie du XVIIe siècle[34].
- Apiculteurs.
- Pension Équidés « Haras La Colombière »[35].
- Haras Val de Camps[36].

#### Tourisme
- Restaurants[37].
- Chambres d'hôtes.

#### Commerces
- Commerces de proximité (Alimentation, boulangerie...) et services.
- Usine de chapellerie, puis Coopérative vinicole de Camps-la-Source[38]. La fabrique des chapeaux de feutres[39] ;
- Les nombreuses sources d'eau naturelles permettaient :
  - la production de sodas par la société Vittel (eau minérale) Vittel ;

## Blasonnement
|  | Les armoiries de Camps-la-Source se blasonnent ainsi : D'azur à trois fleurs de lys d'or, les deux inférieures posées à dextre en bande et à senestre en barre, brochant sur un mât au naturel, soutenues d'une terrasse de sinople et sommées de la troisième fleur de lys sur laquelle broche une croix orange. |

## Vie Locale

### Transports urbains
Camps la Source est desservie par quatre lignes de bus, du réseau régional Zou !, reliant la commune aux villes voisines :
- Sainte-Anastasie-sur-Issole - Brignoles
- La Roquebrussanne - Néoules - Rocbaron - Brignoles
- Brignoles - Cuers - Toulon
- Brignoles - Belgentier - Toulon

### Sports et animations

#### Loisirs praticables sur la commune

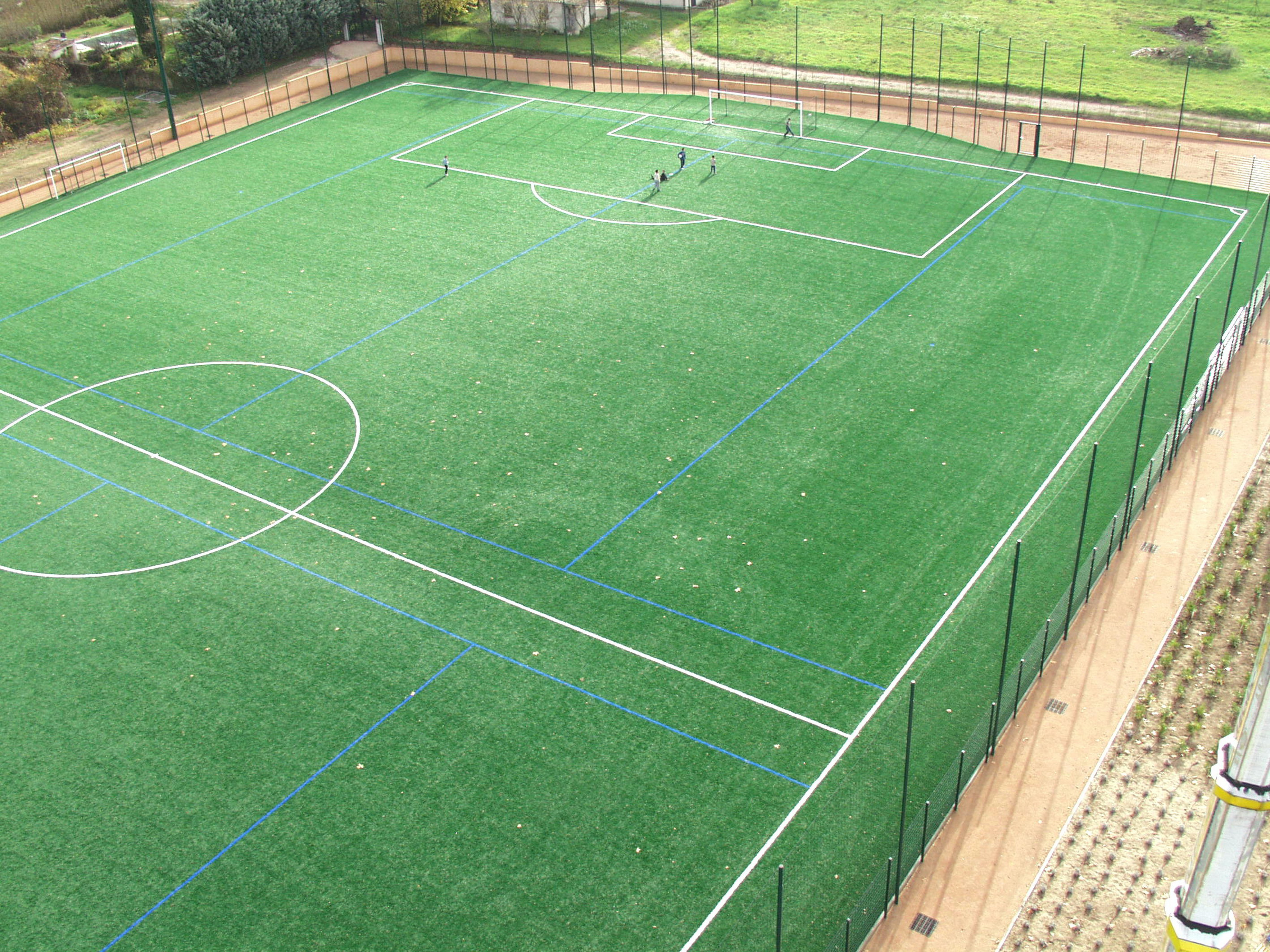
Le stade de football.

- Équitation : il existe un ranch dont un manège pour enfants.
- Tennis : deux courts de tennis sont praticables, le club association tennis campsois
- football : terrain de football pelouse synthétique complexe sportif récent et sécurisé, le club Élan sportif campsois avec une centaine de licenciés.
- Natation : sur la ville de Brignoles, piscine municipale ouverte en saison d'été.
- Randonnées : à Saint-Quinis et au lac de Besse-sur-Issole.
- Pétanque : avec l'ABC association des boules campsoises.

#### Animations
- Fête de la châtaigne : le 25 octobre 2009 avec 70 exposants.
- Carnaval : carnaval traditionnel le 2 février de chaque année.

### Environnement
Zones naturelles d'intérêt écologique, faunistique et floristique (ZNIEFF) :
- montagne de la Loube ;
- barre de Saint-Quninis.

## Lieux et monuments
L'architecture de nombreuses vieilles demeures présente des clefs de voûte datées. L'ancienne fabrique de chapellerie avec sa porte ronde de style médiéval est le dernier vestige du travail du feutre.

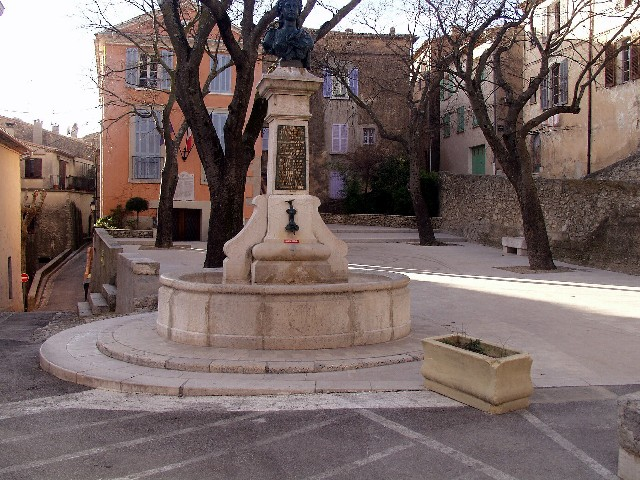
Place du village, mairie et fontaine.

Les autres lieux et éléments remarquables :
- L'église de la Purification-de-la-Bienheureuse-Vierge-Marie et son clocher[44]. La cloche est de 1702[45]. Nombre important d'objets mobiliers protégés au titre des monuments historiques :

Tableau Saint Pierre objet inscrit.
Tableau Saint Pierre objet inscrit.
Tableau Notre-Dame du Rosaire objet inscrit.
Retable, tableau l'Annonciation, objet classé.
Buste-reliquaire Saint Clair objet inscrit.
Tableau Vierge de l'Annonciation objet inscrit.

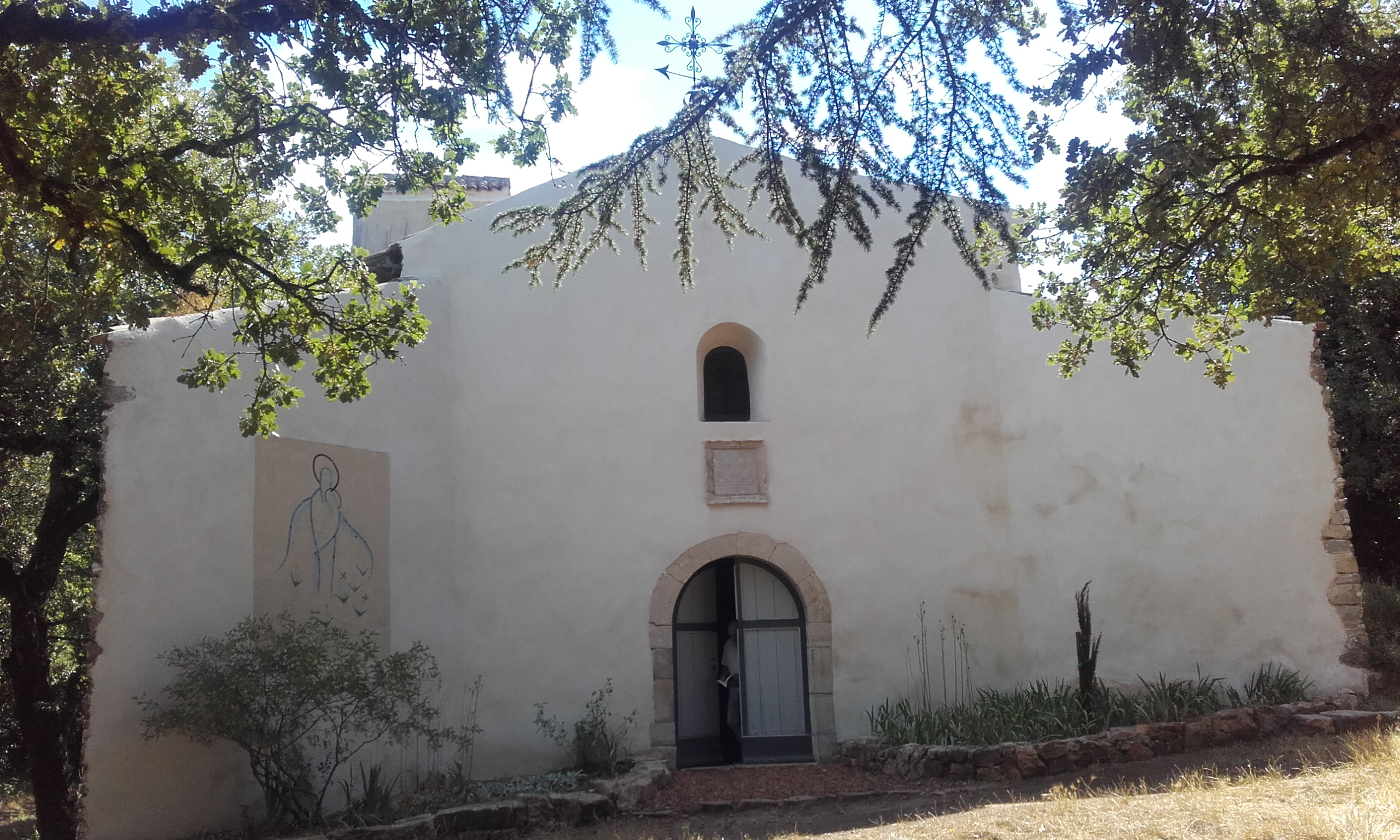
Chapelle Saint Quinis.

- Les chapelles[53] :
  - Saint-Martin[54],
  - Saint-Sébastien[55].
- Bourg castral d'Argentis[56],[57],[58]
- L'ermitage Saint-Quinis[59], sa chapelle[60] et ses nombreux ex-voto.
- Monument aux morts[61],[62].
- L'oratoire Saint-Clair[63].
- Un ballon de foot au-dessus des filets[64].

## Personnalités liées à la commune
- Alexandre Blanc, député de Vaucluse.